# Korosi
Korosi är en kulle i Kenya.   Den ligger i länet Baringo, i den centrala delen av landet, 240 km norr om huvudstaden Nairobi. Toppen på Korosi är 1 440 meter över havet, eller 404 meter över den omgivande terrängen. Bredden vid basen är 14,3 km.
Terrängen runt Korosi är kuperad åt nordväst, men åt sydost är den platt. Runt Korosi är det ganska glesbefolkat, med 22 invånare per kvadratkilometer. Det finns inga samhällen i närheten. Trakten runt Korosi består i huvudsak av gräsmarker.